# Li-Tec Battery

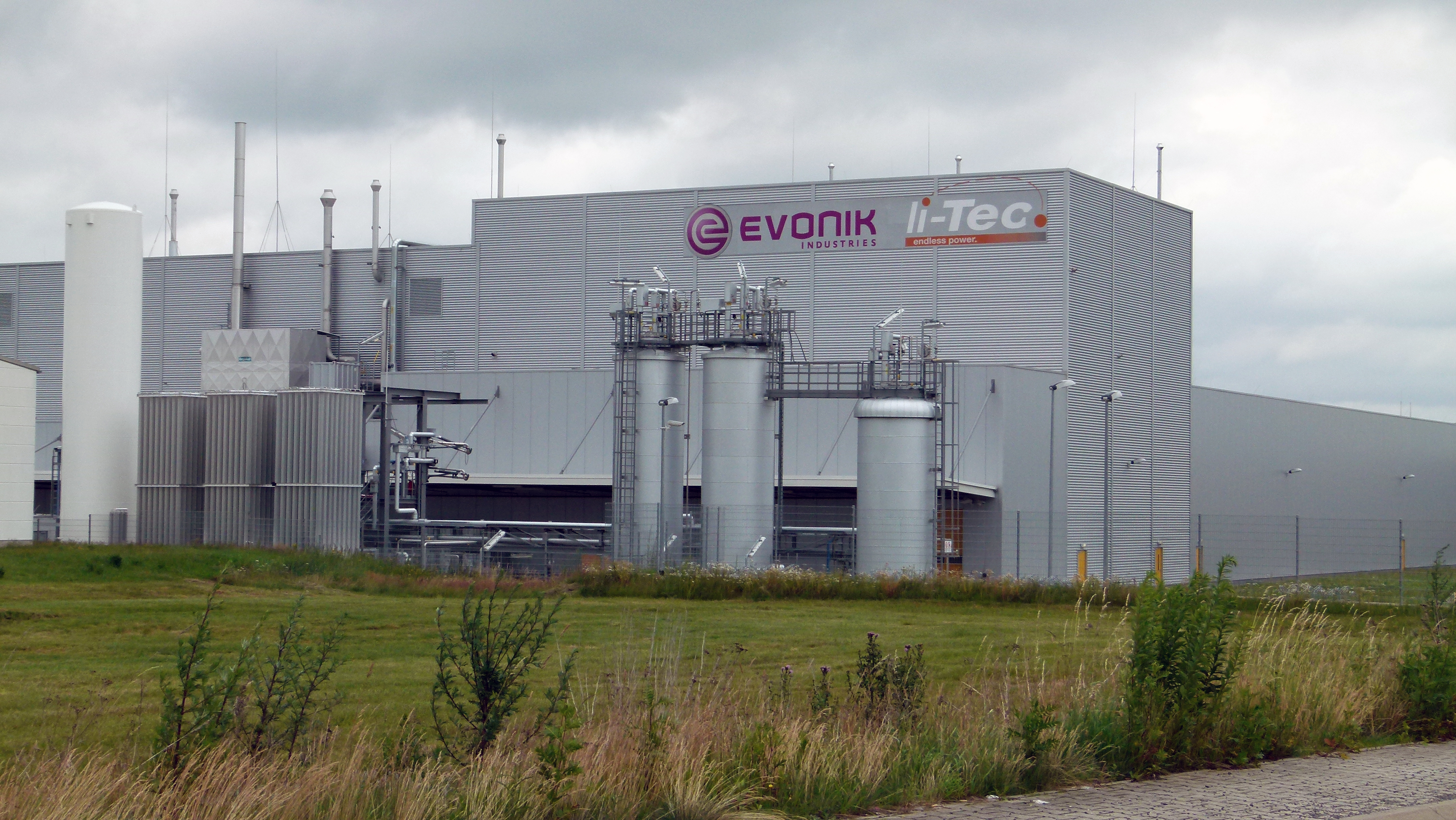
Teilansicht des Werks in Kamenz

Die Li-Tec Battery GmbH war bis 2015 ein deutscher Entwickler und Hersteller von Lithium-Ionen-Akkumulatorzellen. Nach Aufgabe der Zellfertigung arbeitet die Firma an „Forschung und Entwicklung im Bereich neuer Energiespeichertechnologien“.
Im Februar 2017 wurde bekannt, dass der deutsche Hersteller für industrielle Hochleistungsbatterien, LIACON GmbH aus Itzehoe, sämtliche Anlagen und Maschinen der Li-Tec im Zuge eines Asset Deals übernommen hat.

## Unternehmensentwicklung
Das Unternehmen wurde im Jahre 2006 zunächst als Li-Tec Vermögensverwaltungs-GmbH durch die Evonik Industries AG gegründet und wird bis heute in der Rechtsform einer GmbH geführt. Daraus ging 2008 mit Beteiligung der Daimler AG die Li-Tec Battery GmbH hervor – von da an vorübergehend ein Gemeinschaftsunternehmen von Evonik Industries AG (50,1 %) und der Daimler AG (49,9 %). Die Firma hat ihren Sitz in Kamenz in Sachsen. Diese Beteiligungsverhältnisse haben sich im Jahr 2014 geändert: zum 1. April 2014 wurde bekannt, dass der Daimler-Konzern die Anteile von Evonik Industries komplett übernommen hat. Seitdem war Li-Tec ein hundertprozentiges Daimler-Tochterunternehmen. Li-Tec Battery entwickelte, produzierte und vertrieb unter dem Markennamen CERIO großformatige Lithium-Ionen-Batteriezellen für automobile Anwendungen und Batteriesysteme für industrielle und stationäre Anwendungen.
Aus wirtschaftlichen Gründen wurde jedoch die Produktion im Dezember 2015 eingestellt.
Im Jahr 2016 wurden alle Unternehmensanteile von der Daimler AG übernommen. Daimler betreibt das Unternehmen als reines Entwicklungsunternehmen für Batteriezellen. Entwicklung und Produktion der Antriebsbatterien findet durch das Schwesterunternehmen Deutsche Accumotive statt.

## Akkus für den Smart

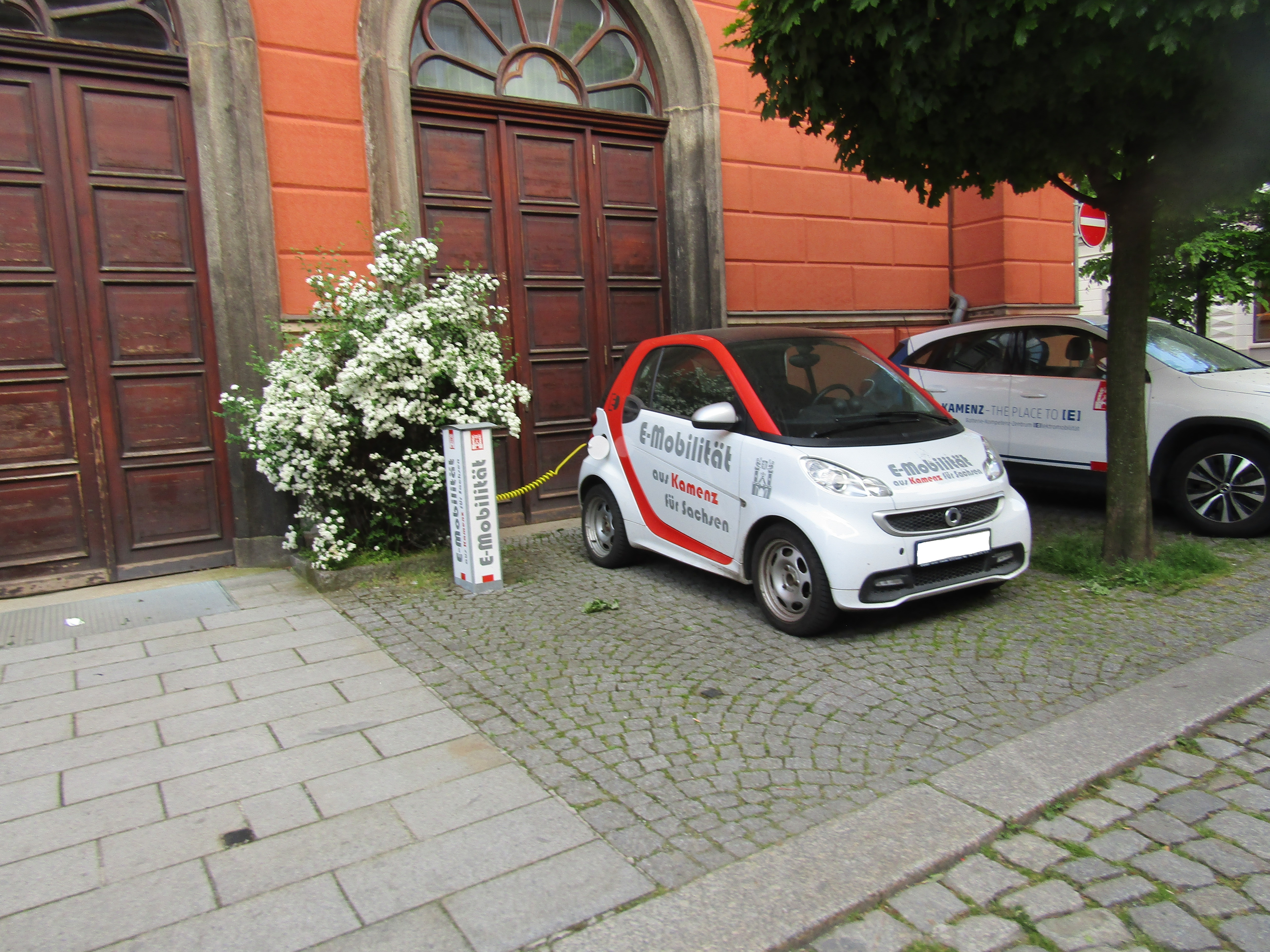
Smart Fortwo Electric Drive in Kamenz

Von 2012 bis 2015 wurden die 93 Zellen für die dritte electric drive Version des Smart Fortwo 451 (ED3) in Kamenz hergestellt. Es handelte sich dabei um die 2. Generation der Karosserie (Typ 451, 2007–2015) als Facelift, mit der 3. Generation des Elektroantriebs (ED3), wobei die ersten beiden nur in Mietwagenflotten zum Einsatz kamen und mit Technik aus England (ED1) bzw. von Tesla (ED2) ausgestattet wurden.
Die 93 Zellen wurden in drei Modulen zu 31 Zellen im Werk der Deutsche Accumotive Kamenz zum 175 kg schweren Akkupaket mit einer Kapazität von 17,6 kWh zusammengebaut. Die Produktion des Smart ED3 im Hambach (Lothringen) wurde 2015 eingestellt. Die 3000 als Ersatzteile für den ED3 vorgehaltenen Akkus werden als Batterie-Speicherkraftwerk bei Hannover genutzt.
Nachfolger ist der Smart Typ 453, der in Zusammenarbeit mit Renault auch viertürig gebaut wird. Dessen Elektroversion ED4 ist seit 2017 verfügbar, wurde 2018 in Smart EQ umbenannt, da die Marke ab 2020 rein elektrisch wurde. Der in Kamenz von der Deutschen ACCUmotive zusammengebaute Akku besteht seither aus 96 Zellen des Zulieferers LG Chem und hat weiterhin eine Nennkapazität von 17,6 kWh.

## Technologie
Bei den Batteriezellen kommt ein patentierter Separator zum Einsatz, der von Evonik Degussa im Rahmen eines interdisziplinären Forschungsprojekts in Zusammenarbeit mit mehreren Hochschulen entwickelt wurde. Dieser Separator mit dem Markennamen SEPARION besteht aus einer mikroporösen keramikbeschichteten Folie, welche die Anode und Kathode im System der Zelle voneinander trennt. Die Separatormembran ist hitzebeständig bis etwa 700 °C und bleibt zudem immer elektrisch sowie mechanisch stabil. Die Batteriezellen von Li-Tec verfügen über eine Zyklenfestigkeit von 4500 Zyklen bei hoher Strombelastung der Zellen, was deutlich über der Haltbarkeit bisheriger Zellen (1000–3000 Zyklen) liegt. Ein Elektroauto benötigt rund 100 solcher Batteriezellen.
Aufgrund ihrer besonderen Eigenschaften wurden die Zellen zuerst in sogenannten KERS-Systemen der Formel 1 eingesetzt. Akkuzellen von Li-Tec kommen in Fahrzeugmodellen des deutschen Elektroauto-Herstellers e-Wolf zum Einsatz. Die Zellen wurden von Evonik unter dem Markennamen Cerio vermarktet.
2013 wurde bekannt, dass Evonik und Daimler wegen des Preisverfalls bei Lithium-Ionen-Traktionsbatterien (von etwa 500 Euro je Kilowattstunde im Jahr 2010 auf etwa 200 Euro je Kilowattstunde im Jahr 2013) Partner für Li-Tec gesucht haben. Ein Scheitern des seinerzeitigen Batterie-Joint-Ventures wurde nicht für unmöglich gehalten. 2014 ist das Joint-Venture von Daimler komplett übernommen worden, nachdem Evonik im Herbst 2013 angekündigt hatte, aus dem Batteriegeschäft aussteigen zu wollen, da es zu wenig Gewinn abwerfe.
Im Mai 2014 kündigte die Daimler AG an, die Batteriezellenproduktion bei Li-Tec zu stoppen, da sie die Zellen für die nächste Generation des Smart Fortwo von LG Chem beziehen werde. Im November 2014 entschied der Vorstand des Daimler-Konzerns, die Batteriezellenfertigung bei Li-tec zum Ende des Jahres 2015 einzustellen. Die Fertigung der Batteriezellen sei für Elektro- und Hybridautos – wie den Smart – auf absehbare Zeit nicht wirtschaftlich. Das Produkt werde nicht in ausreichend großer Stückzahl nachgefragt, damit sich die Produktion rechne. Der Daimler-Betriebsrat wollte das Ende der Batteriezellen-Produktion in Kamenz noch verhindern; die Gewerkschaft IG Metall forderte deshalb von Bundesregierung und Industrie einen Aktionsplan, um Forschung und Produktion von Batteriezellen in Deutschland zu halten.
Ende 2015 standen bei Li-Tec drei vollautomatisierte Produktionsstraßen des Herstellers Grohmann, zusätzliche halbautomatisierte Straßen, Hochregallager, Roboter, Handhabesysteme und weitere Peripheriekomponenten zum Verkauf an. Im Frühjahr 2017 übernahm der deutsche Hersteller von großformatigen Lithium-Ionen-Akkumulatorzellen LIACON GmbH aus Itzehoe sämtliche Anlagen und Maschinen der Li-Tec. Über die Transaktion sowie zum Kaufpreis wurde Stillschweigen vereinbart.

## Forschungs- und Entwicklungsaktivitäten
Sowohl die neuartige Separatormembran als auch die Größe der Einzelzellen erfordern spezielle Herstellungstechnologien und Ausrüstungen, an deren Entwicklung Li-Tec von der Herstellung erster handgefertigter Labormuster bis zur automatisierten Massenproduktion beteiligt war. Die neue Technologie wurde vom Bundesministerium für Bildung und Forschung (BMBF) im Rahmen des Verbundprojekts ProLiEMo gefördert. Auch bei Li-Tec erfolgte der gesamte Produktionsprozess unter reinraumähnlichen Sauberkeitsbedingungen und bei einer äußerst geringen Luftfeuchtigkeit, um die angestrebte Produktqualität und Qualitätskonstanz zu gewährleisten. Für diese Bedingungen wurden Anlagen und Technologien durch das BMF-geförderte Verbundprojekt neu entwickelt oder speziell angepasst. Die Zellfertigung erfolgte 2011 im damals größten Trockenraum Europas.

## Auszeichnungen
- Deutscher Zukunftspreis 2007 (Nominierung): Die von Li-Tec Battery gefertigten Lithium-Ionen-Energiespeicher und insbesondere die dabei eingesetzten, flexiblen Keramikseparatoren erreichten eine Nominierung für den Deutschen Zukunftspreis 2007. Das Projekt „Nanoschicht mit Megaleistung – Flexibler Keramikseparator ermöglicht Durchbruch bei großen Lithium-Ionen-Energiespeichern“ von Evonik Industries und mehreren Hochschulen war von der Deutschen Forschungsgemeinschaft vorgeschlagen worden.[24]
- ÖkoGlobe 2009: Die von Li-Tec Battery gefertigten Lithium-Ionen-Batterien wurden mit dem ÖkoGlobe 2009 ausgezeichnet. Evonik/Daimler gewannen den Preis in der Kategorie „Innovative Energieträger“.[25]